# Order Kadyrowa
Order Kadyrowa (ros. Орден Кадырова) – najwyższe odznaczenie państwowe Republiki Czeczeńskiej, przyznawany za wybitne zasługi dla Czeczenii. Ustanowiony 19 sierpnia 2004 roku ku pamięci pierwszego Prezydenta Republiki Czeczeńskiej Achmata Kadyrowa, który zginął w wyniku zamachu terrorystycznego.

## Historia
Order został ustanowiony Dekretem Prezydenta Republiki Czeczeńskiej nr 208 „O Orderze Kadyrowa” z dnia 19 sierpnia 2004 roku, który utracił moc zgodnie z Dekretem Głowy Republiki Czeczeńskiej nr 212 „O Orderze Kadyrowa” z dnia 24 listopada 2015 roku, zgodnie z którym zatwierdzono nowy statut orderu, przedstawiono jego opis i rysunek.

## Statut
Order Kadyrowa przyznawany jest wybitnym działaczom rządowym i społecznym, czeczeńskim artystom i tancerzom, obywatelom i organizacjom za wyjątkowe zasługi związane z rozwojem państwowości, osiągnięcia w pracy, umacnianiem pokoju, przyjaźni i współpracy między narodami oraz przyczynianiem się do dobrobytu i chwały Republiki Czeczeńskiej.
Osoby odznaczone Orderem Kadyrowa są zapraszane przez Głowę Republiki Czeczeńskiej i Rząd Republiki Czeczeńskiej na wszystkie uroczystości  poświęcone świętom państwowym i innym ważnym wydarzeniom w Republice Czeczeńskiej.

## Opis
Order Kadyrowa wykonany jest z 750-karatowego złota i ma kształt koła o średnicy 33 mm i wadze 55-60 gramów z wypukłym brzegiem.
Na awersie znajduje się portret pierwszego Prezydenta Republiki Czeczeńskiej, A. Kadyrowa z podpisem. Na rewersie, u góry widnieje wypukły łukowaty napis: СЫН СВОЕГО НАРОДА („Syn swojego ludu”), a pośrodku w dwóch wierszach: ОН УШЕЛ („Odszedł”) i НЕПОБЕЖДЕННЫМ („Niepokonany”). Na dole rewersu znajduje się numer odznaczenia i wypukła pięcioramienna gwiazda.
Order jest połączony z prostokątną złotą zawieszką za pomocą oczka i pierścienia. Zawieszka składa się z dwóch płytek: głównej (tylnej) i wierzchniej (przedniej).
Przednia część zawieszki jest wypukła i ozdobiona kamieniami szlachetnymi: rubinami (36 sztuk, 1,8 karata), szafirami (36 sztuk, 1,8 karata), diamentami (36 sztuk, 1,08 karata). Wysokość zawieszki wynosi 18 mm, a szerokość 23 mm.
Tylna część zawieszki jest płaska z dwoma poziomymi szczelinami u góry i u dołu, wysokość 21 mm, szerokość 23 mm, z tyłu zapięcie na agrafkę. U dołu agrafki znajduje się wygrawerowana próba złota.